# Venray
Venray (nebo Venraij) je město v provincii Limburg v jihovýchodním Nizozemsku.

## Historie
První písemná zmínka pochází z roku 1224. Venray bylo součástí Geldernského vévodství do roku 1543, kdy je získali Habsburkové. Hospodářství bylo založeno převážně na těžbě rašeliny a chovu ovcí. Město silně utrpělo při bitvě u Overloonu v říjnu 1944. V městské části Ysselstein se nachází hřbitov německých vojáků s více než třiceti tisíci hroby.
Po druhé světové válce nastal průmyslový rozvoj díky pobočce firmy Xerox. Sídlí zde také logistické centrum Herbalife. Ve Vredepeelu byla zřízena základna nizozemské armády. Nedaleko města leží automobilové závodiště Raceway Venray.
K památkám patří gotický kostel svatého Petra a větrný mlýn Gitzelsmolen. Ve Venray se nacházejí dvě psychiatrické léčebny, Sint Servatius pro muže a Sint Anna pro ženy. Bylo zde také zřízeno muzeum psychiatrie.
Severně od města leží chráněné území Boschhuizerbergen s porosty borovice a jalovce. Oblast Peel je známá díky výskytu potápky černokrké.

## Populační centra
Castenray, Heide, Leunen, Merselo, Oirlo, Oostrum, Smakt, Venray, Veulen, Vredepeel, Ysselsteyn.

## Rodáci z Venray
- Mark Veens (* 1978), nizozemský plavec
- Edward Linskens, nizozemský fotbalista
- Peter Winnen, nizozemský cyklista, vítěz na Alp d´Huez
- Michelle Courtensová (* 1981), nizozemská zpěvačka
- Gerard Verschuuren (* 1946), nizozemský filosof